# Мортон (Вашингтон)
Мортон (англ. Morton) — місто (англ. city) в США, в окрузі Льюїс штату Вашингтон. Населення — 1036 осіб (2020).

## Географія
Мортон розташований за координатами 46°33′27″ пн. ш. 122°16′53″ зх. д. / 46.55750° пн. ш. 122.28139° зх. д. (46.557382, -122.281449).  За даними Бюро перепису населення США в 2010 році місто мало площу 2,15 км², з яких 2,13 км² — суходіл та 0,03 км² — водойми.

## Демографія
Згідно з переписом 2010 року, у місті мешкало 1126 осіб у 461 домогосподарстві у складі 283 родин. Густота населення становила 523 особи/км².  Було 535 помешкань (248/км²).
Расовий склад населення:
| - 94,2 % — білих - 1,2 % — корінних американців - 0,6 % — азіатів - 0,5 % — чорних або афроамериканців - 1,8 % — осіб інших рас |

До двох чи більше рас належало 1,6 %. Частка іспаномовних становила 2,9 % від усіх жителів.
За віковим діапазоном населення розподілялося таким чином: 20,3 % — особи молодші 18 років, 53,5 % — особи у віці 18—64 років, 26,2 % — особи у віці 65 років та старші. Медіана віку мешканця становила 46,3 року. На 100 осіб жіночої статі у місті припадало 92,8 чоловіків;  на 100 жінок у віці від 18 років та старших — 89,2 чоловіків також старших 18 років.
Середній дохід на одне домашнє господарство  становив 47 038 доларів США (медіана — 36 739), а середній дохід на одну сім'ю — 55 481 долар (медіана — 53 750). Медіана доходів становила 49 063 долари для чоловіків та 40 313 долари для жінок. За межею бідності перебувало 15,1 % осіб, у тому числі 19,8 % дітей у віці до 18 років та 9,8 % осіб у віці 65 років та старших.
Цивільне працевлаштоване населення становило 396 осіб. Основні галузі зайнятості: виробництво — 27,8 %, освіта, охорона здоров'я та соціальна допомога — 27,0 %, науковці, спеціалісти, менеджери — 11,9 %, роздрібна торгівля — 10,4 %.